# Бостенешть
Бостенешть, Бостенешті (рум. Bostănești) — село у повіті Бакеу в Румунії. Входить до складу комуни Дялу-Морій.
Село розташоване на відстані 229 км на північний схід від Бухареста, 41 км на південний схід від Бакеу, 95 км на південь від Ясс, 113 км на північний захід від Галаца.

## Населення
За даними перепису населення 2002 року у селі проживали 5 осіб, усі — румуни. Усі жителі села рідною мовою назвали румунську.